# Менендес Пидаль, Рамон
Рамо́н Мене́ндес Пида́ль (исп. Ramón Menéndez Pidal; 13 марта 1869, Ла-Корунья, Испания — 14 ноября 1968, Мадрид) — испанский филолог, историк и фольклорист. Директор Королевской академии испанского языка (1925—1939 и 1947—1968).

## Биография

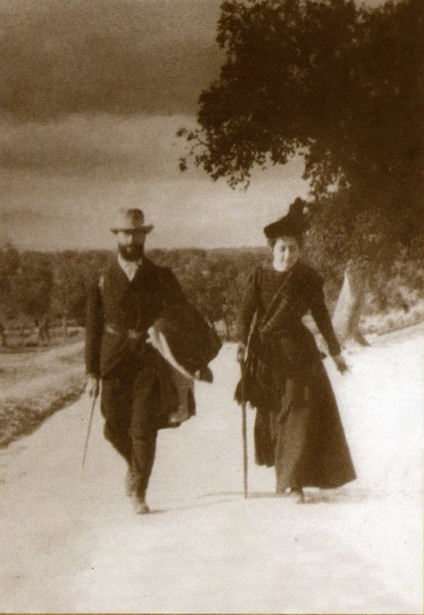
Менендес Пидаль и его жена идут дорогой Сида (исп.)

Родился в Ла-Корунье (Галисия) в семье судьи. Учился в Мадридском университете у Марселино Менендеса-и-Пелайо. В 1892 году защитил докторскую диссертацию.
В 1899 году возглавил в альма-матер кафедру романской филологии, вышел в отставку в 1939 году. Член Королевской академии испанского языка (с 1901 года), с 1925 года — её глава. Директор Центра исторических исследований (с 1915 года). Первый ректор Международного университета имени Менендеса-и-Пелайо в Мадриде (с 1933 года). В годы Гражданской войны жил в изгнании (Куба, США, Франция). В 1939 году в знак протеста против франкизма покинул пост директора Академии, в 1947 году вновь занял этот пост и занимал его до конца жизни. Умер в своём доме в Мадриде.
Основал журналы «Revista de filologia española» (в 1914), «Historia de España» (в 1940).
Член Национальной академии деи Линчеи (Италия), лауреат премии Антонио Фельтринелли (1952). Член-корреспондент Американской академии медиевистики (1926). Почётный доктор нескольких европейских университетов. 23 раза безуспешно номинировался на Нобелевскую премию по литературе,
Автор трудов по истории Испании, её языка и словесности.
Причисляется к «Поколению 98 года».
Имя ученого носят несколько учебных заведений Испании, улицы в ряде испанских городов.

## Труды
- Leyenda de los siete infantes de Lara (1896)
- Catálogo de las Crónicas Generales de España (1898)
- Antología de prosistas castellanos (1898)
- Notas para el romancero del Conde Fernán González (1899)
- Manual elemental de gramática histórica española (1904)
- El dialecto leonés (1906)
- Песнь о моем Сиде: текст, грамматика и словарь/ Cantar del mío Cid: texto, gramática y vocabulario (1908—1912)
- La epopeya castellana a través de la literatura española (1910)
- Истоки испанского языка/ Orígenes del español (1926)
- Новый цвет старых романсов/ Flor nueva de romances viejos (1928)
- La España del Cid (1929)
- Historia de España (начата в 1935, завершена в 2004)
- La idea imperial de Carlos V (1938)
- El idioma español en sus primeros tiempos (1942)
- Язык Христофора Колумба/ La lengua de Cristóbal Colón (1942)
- Historia y epopeya de los orígenes de Castilla (1942)
- Historia del Cid (1942)
- Toponimia ibero-vasca en la Celtiberia (1950)
- Reliquias de la poesía épica española (1952)
- Toponimia prerrománica hispana (1952—1953)
- Испанский романсеро/ Romancero hispánico (1953)
- Toponimia prerrománica hispana (1953)
- Poesía juglaresca y juglares (последняя редакция — 1957)
- En torno a la lengua vasca (1962)
- Лас-Касас, его подлинная личность/ El Padre Las Casas: su verdadera personalidad (1963)
- Crestomatía del español medieval (1965—1966)

Публикации на русском языке
- Сид Кампеадор. М.: Евразия, 2005
- Избранные произведения. Испанская литература средних веков и эпохи Возрождения / Пер. с исп. Н. Д. Арутюновой и др. Сост. К. В. Цуринов, Ф. В. Кельин. М.: Издательство Иностранной литературы, 1961.

## Память
В 1971 году почта Испании выпустила почтовую марку с портретом Рамона Менендеса Пидаля.